# 本陣寺村家
本陣寺村家は、滋賀県の鳥居本宿にあった本陣の屋敷。建坪137坪（約452㎡）で畳数201帖、門構え、白砂の前庭、奥には広い庭園、土蔵があった。現在は本陣の門のみが残っている。

## 概要
1829年（文政12年）から1841年（天保12年）の13年間に161回、計3594人が宿泊。一回の利用者数は平均22.3人、最多は80人、最小は2人、実際は50～60人が収容限度であった。街道に面して北から表門、板間、主屋と並んでいた。
現存しているものは、倉庫に転用された本陣の門、本陣で使用されて大名に出された御膳、関札や提燈など。建物は、1937年（昭和12年）に立て直されたヴォーリズ設計の建物である。

## 歴史
1603年（慶長8年）に中山道の整備に伴い鳥居本に宿場が移り、それまで小野村で本陣を営んでいた寺村氏が鳥居本宿に移り本陣を構えた。
明治維新後は大名行列がなくなり、大名の宿舎に利用した部分は売り払われ、住居部分も老朽化が激しくなったため、1937年にヴォーリズの設計による洋館に建て直された。老朽化が著しかった本陣建物を実際にヴォーリズ氏が見に来たとあって、本陣の風合いを取り入れた設計となっており、和洋折衷のヴォーリズ独特の建築様式を持つ近代化遺産として高く評価されている。2階へ行く階段は幅広く段差が小さい特徴ある型式となっており、煙突のある部屋は洋間でいわゆる応接間となっている。窓は観音開きで、壁はモルタル塗。
本陣を務めた寺村家は「ホンジ」と呼ばれ、宿場町時代からの屋号は今も残っている。